# Васильев, Михаил Владимирович (священник)
Михаи́л Влади́мирович Васи́льев (19 мая 1971, Вышний Волочёк — 6 ноября 2022, Херсонская область) — священнослужитель Русской православной церкви, протоиерей (2008). Настоятель храма Великомученицы Варвары и Преподобного Илии Муромца при штабе Ракетных войск стратегического назначения в посёлке Власиха Московской области — подворья патриарха Московского и всея Руси. Герой Российской Федерации (2022, посмертно).

## Биография

### Образование
Родился 19 мая 1971 года в Вышнем Волочке Калининской области (ныне Тверская область России), в семье офицера. Окончил среднюю школу в посёлке Искателей Ненецкого автономного округа.
В 1993 году окончил философский факультет МГУ, в 1995 году — аспирантуру (кафедра научного атеизма). Среди его учителей были преподаватели МГУ Михаил Новиков, Игорь Яблоков, Владимир Миронов, а также Андрей Кураев. Пришёл к вере будучи студентом философского факультета МГУ.
В 2005 году окончил Военную академию Генерального штаба ВС РФ.

### Церковное служение
7 марта 1998 года епископом Тихоном (Емельяновым) рукоположён в диакона, 27 апреля 1998 года патриархом Алексием II — во пресвитера.
Участник командировок в горячие точки и миротворческих операций РФ в Косово, Боснии, Абхазии, Киргизии, на Северном Кавказе и в Сирии.
С 1998 года работал в отделе Московского патриархата по взаимодействию с вооруженными силами и правоохранительными учреждениями, где занимал пост советника. В 2004-19 гг. был настоятелем и восстанавливал Церковь Благовещения Пресвятой Богородицы при бывших казармах Сапёрного батальона, главный храм Воздушно-десантных войск России. Среди военных получил известность как «батюшка ВДВ», во время учений десантных войск он даже совершал прыжки с парашютом (считается, что им было совершено около 300 прыжков). Один из прыжков окончился неудачно: в результате нераскрытия основного парашюта получил компрессионный перелом позвоночника.
Впоследствии был настоятелем храма великомученицы Варвары и преподобного Илии Муромца Патриаршего подворья при штабе Ракетных войск стратегического назначения в посёлке Власиха Московской области. О своей специальности говорил как о «гуманизации отношений между людьми на войне»: в частности, во время второй чеченской войны крестил солдат.
17 октября 2022 года, в связи с уклонением граждан РФ от проводимой мобилизации, в эфире телеканала «Спас» сделал привлекшее внимание СМИ заявление, посоветовав женщинам, переживающим за жизни своих сыновей, больше рожать: чем больше детей, тем, отправляя на войну сына, «ей не так больно и страшно будет с ним расставаться». Заявление повлекло комментарий замглавы Синодального отдела по взаимоотношениям церкви с обществом и СМИ Вахтанга Кипшидзе: «жизнь, здоровье и благополучие каждого ребёнка, много ли их в семье или один, — для родителя одинаково ценны».
Отец шестерых детей: Дмитрий, Герман, Анна, Ксения, Вера, Люда.

### Гибель и погребение
Погиб утром 6 ноября 2022 года на 52-м году жизни в ходе контрнаступления ВСУ в Херсонской области, по утверждению российских СМИ, получив смертельное ранение, когда в трёх метрах от него разорвался реактивный снаряд, выпущенный с украинской стороны из реактивной системы залпового огня «HIMARS».
Отпевание 9 ноября 2022 года в Храме Христа Спасителя в Москве совершил патриарх Кирилл в сослужении сонма архиереев; рядом с гробом были цветы и венок от президента России.
Похоронен на территории храма во Власихе, где он был настоятелем.

## Награды
- Герой Российской Федерации (8 ноября 2022, посмертно) — за мужество и героизм, проявленные при исполнении гражданского долга[20][21]
- Орден Мужества (2007)[7]
- Медаль ордена «За заслуги перед Отечеством» II степени (2004)[7]
- Орден Сергия Радонежского III степени (2005)[7]
- Церковная медаль за миссионерскую работу «Святителя Иннокентия Иркутского» (2001)[7].

## Память
- 8 ноября 2023 года на Соборной площади Власихи рядом с храмом Святой великомученицы Варвары и преподобного Ильи Муромца — Патриаршим подворье при штабе РВСН открыт бюст героя. Автор — советский и российский скульптор, педагог, профессор, народный художник РФ Салават Щербаков.
- 4 декабря 2023 года на здании средней школы посёлка Искателей открыта мемориальная доска в память о Михаиле Васильеве[22].